# Arrondissement Saint-Denis (Réunion)
Arrondissement Saint-Denis (fr. Arrondissement de Saint-Denis) je správní územní jednotka ležící v zámořském departementu a regionu Réunion ve Francii. Člení se dále na 6 kantonů a tři obce.

## Kantony
- Saint-Denis-1
- Saint-Denis-2
- Saint-Denis-3
- Saint-Denis-4
- Sainte-Marie
- Saint-André-1 (částečně)